# 香港教育學院持續專業教育學院
香港教育學院持續專業教育學院，英語：School of Continuing and Professional Education，簡稱SCPE，是香港教育學院（已於2016年5月正名為「香港教育大學」）所設立的持續教育學院，該附屬學院以自資營運，香港於2012年推行新高中課程後，毅進課程與自資副學士課程的招生競爭轉趨激烈，導致學院收生人數大幅下跌，因此SCPE已經停辦。

## 營運
香港教育學院持續專業教育學院成立初期，主要開辦教育工作相關的自資持續進修課程，當時對象為現職教師。香港政府於2000年提出推動副學士及毅進計劃，香港教育學院於是在其所屬的持續專業教育學院營辦自資的副學士及毅進計劃課程。香港教育學院持續專業教育學院於2002年4月開辦首個副學士課程，是為二年全日制的資訊科技副學士學位課程。2006年6月28日，香港教育學院成立中文名為「香港教育學院持續專業教育學院有限公司」，英文名稱： HKIEd School of Continuing and Professional Education Limited，繼續經營副學士及毅進課程。
根據教院2010學年的年報，持續專業教育學院的收生已見縮減，只有1,013名等同全日制學額的毅進課程學生，較對上一年少近四成；另有526名副學士及副學士基礎文憑學生，及數以千計持續進修兼讀制課程的學生。
2011年，因為自資課程招生競爭激烈，香港教育學院持續專業教育學院的收生人數按年大幅下跌九成，香港教育學院於2012年起停辦毅進課程及副學士基礎課程，仍能賺錢的副學士課程則繼續經營，但香港推行新高中課程後，學生來源萎縮的問題雪上加霜，因為已無日校中五畢業生，令毅進、副學士基礎課程的生源進一步縮減，2011/12學年的毅進學生僅剩餘約一百人，副學士基礎課程學生則只有三百人。因此香港教育學院持續專業教育學院結束業務，原有的副學士課程併入本部的博文及社會科學學院所屬的副學士部。

## 校舍
香港教育學院市區分校於2000年10月遷出原葛量洪教育學院，並遷入九龍大角咀深旺道3號嘉運大廈1-4樓，以開辦在職教師複修課程。及後，市區分校改為主力營辦副學位或以下課程，並於2003年後遷入大角咀海輝道8號浪澄灣2樓，大部分持續專業教育學院的課程也在此處營辦。後來，因為毅進課程收生人數不足，教院於2012年租約期滿後不予續租，相關課程的營辦地點改到大埔本部及將軍澳分校。

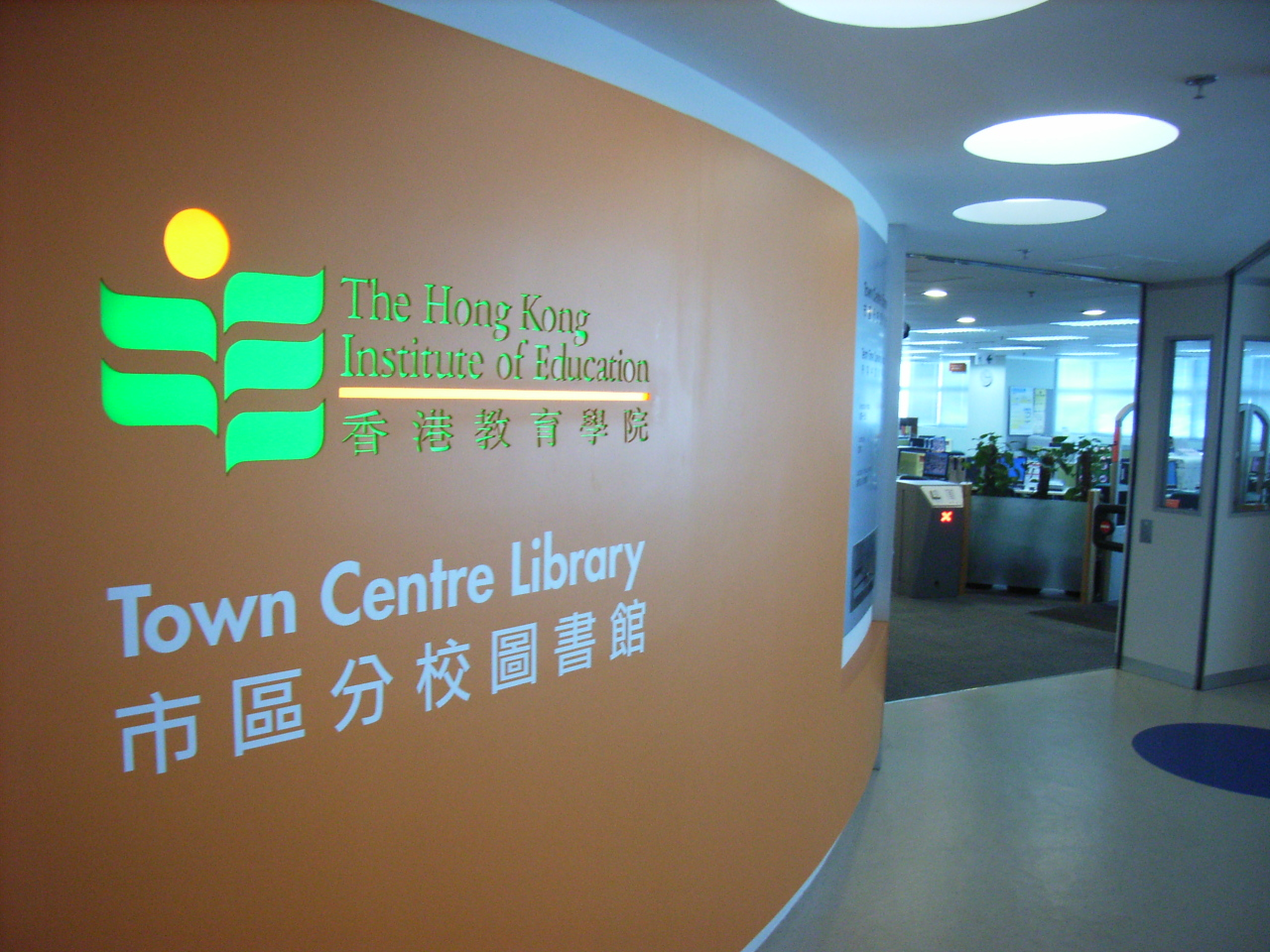
浪澄灣商場的市區分校圖書館入口（攝於2007年）
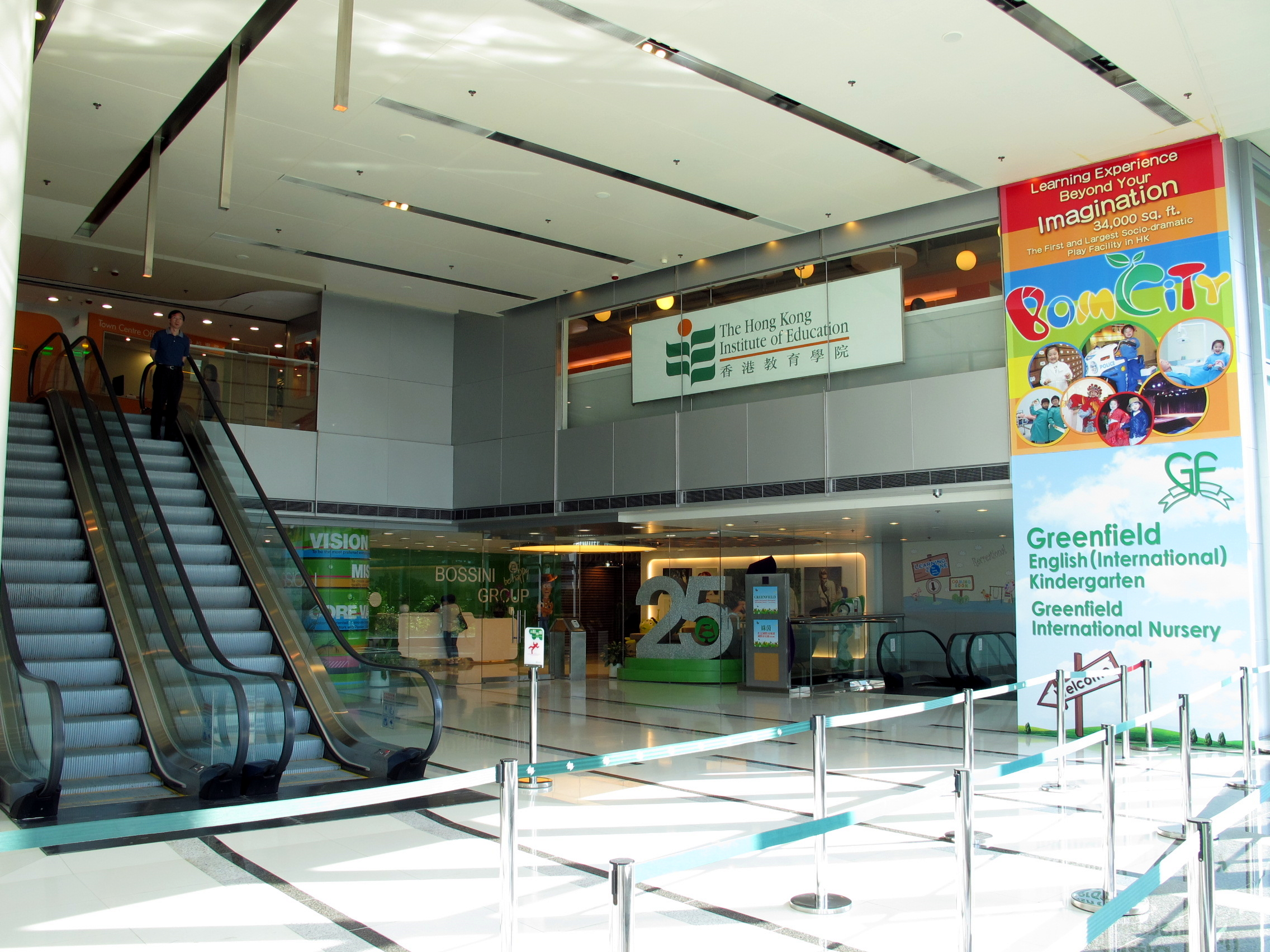
浪澄灣商場的市區分校（攝於2012年）
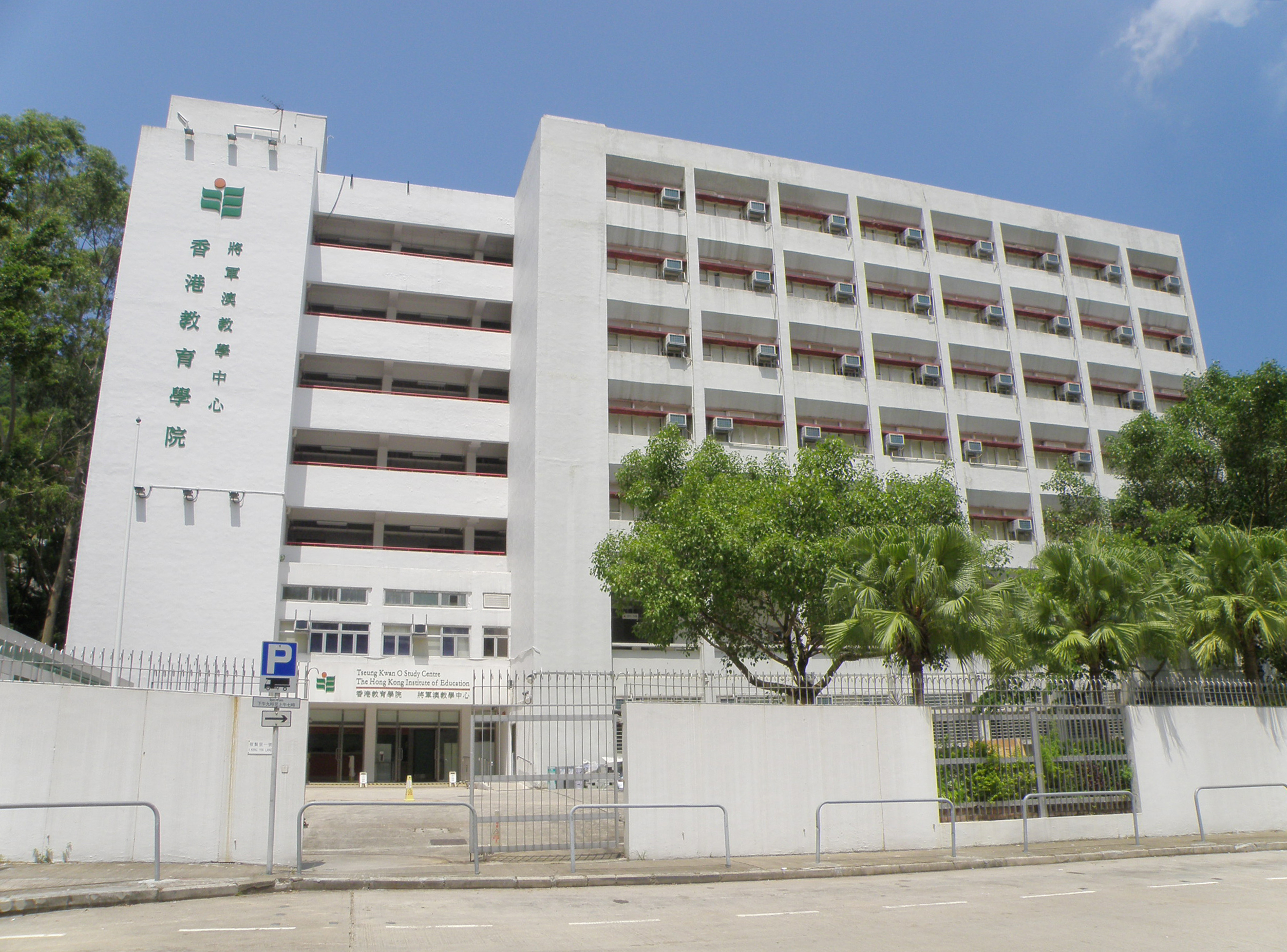
將軍澳教學中心（攝於2012年）